# Parafia Miłosierdzia Bożego w Jaworznie-Borach
Parafia Miłosierdzia Bożego w Jaworznie-Borach – rzymskokatolicka parafia położona w dekanacie jaworznickim św. Wojciecha BM, diecezji sosnowieckiej, metropolii częstochowskiej w Polsce, erygowana w 1980 roku.

## Proboszczowie
- ks. kan. Stanisław Janicki (1994–2022)[1]
- ks. Wiesław Wróbel (od 2022)[1]